# Blodrotssandbi
Blodrotssandbi (Andrena tarsata) är en art i insektsordningen steklar som tillhör överfamiljen bin, familjen grävbin och släktet sandbin.

## Beskrivning
En liten, övervägande svart art. På huvudet har hanen svarta antenner och en vitaktig munsköld i ett i övrigt svart ansikte. Honan har ingen sådan ansiktsmask, men antennfärgen är mörkbrun, och ansiktet har vit behåring. Mellankroppen är svarthårig på ryggen och vithårig på sidorna hos honan, blandat vit- och svarthårig hos hanen. På bakkroppen har bakkanterna av tergiterna nummer två till nummer fyra vita hårband med ett avbrott på mitten. Honan har dessutom en andra hårrad under fransarna, som kan få dessa att se dubbla ut. Hanens hårfransar är betydligt mindre och glesare. Längst bak hos båda könen finns dessutom ett ljusbrunt hårband. Honan blir 8 till 9 mm lång, hanen 7 till 9 mm.

## Ekologi
Blodrotssandbiet förekommer framför allt i fuktiga habitat som fuktängar, kärr, stränder, skogsbryn, vägrenar och hedar,, mindre ofta i öppna skogar. I bergen kan den gå upp till 2 000 m. Arten betraktas som oligolektisk, den är specialiserad på att hämta pollen från blommande växter från en enda växtfamilj, i det här fallet främst familjen rosväxter, i synnerhet fingerörtssläktet (som blodrot, som det svenska trivialnnamnet antyder, och femfingerört) samt spireor. Den har emellertid även påträffats på snyltrotsväxter som kovallarten Natt och dag. Arten flyger från juni till tidigt i september, i norra delarna av utbredningsområdet inte mycket senare än till början av augusti.
Som alla sandbin gräver arten ut bona underjordiskt, och larvcellerna provianteras med pollen varefter honan lägger ett ägg i varje cell. Hos denna art kan bona anläggas på glesvuxen sandmark eller torvtäcken, gärna i söderläge och ofta i täta kolonier. Bona kan parasiteras av gökbina fröjdgökbi och sommargökbi, som lägger sina ägg i larvcellerna, ett ägg i varje cell. När gökbilarven kläckts, så dödar den först värdägget eller -larven, och lever sedan av den insamlade näringen.

## Utbredning
I Europa finns arten från Island och Brittiska öarna (med undantag av Kanalöarna, och på Irland endast fläckvis) österut genom Centraleuropa och mera fragmenterat genom Östeuropa till Kaukasien, och från norra Fennoskandien till nordligaste Spanien, nordligaste Italien och Grekland i söder. Utanför Europa når arten Centralasien, Sibirien, Mongoliet och Kina i öster, Turkiet i sydöst.
I Sverige finns arten i hela landet utom i fjällen. Den är dock något ovanlig i södra delen av landet, inklusive Öland och Gotland. Den är dock klassificerad som livskraftig (LC) i hela landet.
I Finland finns den från Åland och sydkusten norrut till Norra Österbotten, men företrädesvis främst i de södra delarna av landet. Även i Finland är arten klassificerad som livskraftig.